# Kurt Jentsch
Karl Jentsch – niemiecki as myśliwski z czasów I wojny światowej z 7 potwierdzonymi zwycięstwami powietrznymi oraz 7 niepotwierdzonymi.

## Życiorys
Po wybuchu I wojny światowej został powołany do piechoty. Walczył na froncie wschodnim w Galicji. W 1916 roku, został przeniesiony do służył na froncie w Macedonii w FA 66, a następnie w FA 30.
W obu jednostkach odniósł trzy potwierdzone oraz pięć niepotwierdzonych zwycięstw. Pierwsze zwycięstwo odniósł w 8 kwietnia 1916 roku nad samolotem Farman MF.11 w okolicach Kalinowa.
Na początku 1917 roku został przeniesiony na front zachodni, ukończył szkołę pilotów myśliwskich Jastaschule I w Gocie, od 19 maja został przydzielony do Jasta 1. W jednostce odniósł jedno potwierdzone zwycięstwo – 23 lipca na północny zachód od La Fère.
W sierpniu 1917 roku został przeniesiony do FA 234, gdzie latał z późniejszym asem porucznikiem Alfredem Lindenbergerem, z którym odnieśli dwa zwycięstwa powietrzne nad samolotami SPAD (2 i 21 października).
Na początku 1918 roku przez krótko służył w Jasta 5, 23 stycznia został przeniesiony do Jasta 61, gdzie odniósł swoje ostatnie niepotwierdzone zwycięstwo powietrzne. 13 sierpnia 1918 roku został przeniesiony do słynnej Jasta 2. 4 września został poważnie ranny i do końca wojny nie wrócił już do służby czynnej.
Napisał trzy książki, wspomnienia z lat wojny:
- Beim Jagdflug tödlich verunglückt? (1937)
- Jagdflieger im Feuer: Kriegserlebnisse eines Kampf- und Jagdflieger beim Jagdgeschwader III, Jagdstaffel Boelcke u. a (1938)
- Verdun, Limanowa-Lapanow; der Heldenkampf d. eisernen 47. Reservedivision (1939).